# Deão (Viana do Castelo)
Deão é uma localidade portuguesa do Município de Viana do Castelo que foi sede da extinta Freguesia de Deão, freguesia que tinha 2,36 km² de área e 951 habitantes (2011), e, por isso, uma densidade populacional de 403 hab/km².
A Freguesia de Deão foi extinta (agregada) pela reorganização administrativa de 2012/2013, tendo o seu território sido integrado na então criada União de Freguesias de Geraz do Lima (Santa Maria, Santa Leocádia e Moreira) e Deão.

## População
| População da freguesia de Deão | População da freguesia de Deão | População da freguesia de Deão | População da freguesia de Deão | População da freguesia de Deão | População da freguesia de Deão | População da freguesia de Deão | População da freguesia de Deão | População da freguesia de Deão | População da freguesia de Deão | População da freguesia de Deão | População da freguesia de Deão | População da freguesia de Deão | População da freguesia de Deão | População da freguesia de Deão |
| ------------------------------ | ------------------------------ | ------------------------------ | ------------------------------ | ------------------------------ | ------------------------------ | ------------------------------ | ------------------------------ | ------------------------------ | ------------------------------ | ------------------------------ | ------------------------------ | ------------------------------ | ------------------------------ | ------------------------------ |
| 1864                           | 1878                           | 1890                           | 1900                           | 1911                           | 1920                           | 1930                           | 1940                           | 1950                           | 1960                           | 1970                           | 1981                           | 1991                           | 2001                           | 2011                           |
| 476                            | 528                            | 530                            | 577                            | 643                            | 669                            | 722                            | 863                            | 913                            | 904                            | 938                            | 1 047                          | 1 027                          | 971                            | 951                            |

| Distribuição da População por Grupos Etários | Distribuição da População por Grupos Etários | Distribuição da População por Grupos Etários | Distribuição da População por Grupos Etários | Distribuição da População por Grupos Etários | Distribuição da População por Grupos Etários | Distribuição da População por Grupos Etários | Distribuição da População por Grupos Etários | Distribuição da População por Grupos Etários | Distribuição da População por Grupos Etários |
| -------------------------------------------- | -------------------------------------------- | -------------------------------------------- | -------------------------------------------- | -------------------------------------------- | -------------------------------------------- | -------------------------------------------- | -------------------------------------------- | -------------------------------------------- | -------------------------------------------- |
| Ano                                          | 0-14 Anos                                    | 15-24 Anos                                   | 25-64 Anos                                   | > 65 Anos                                    |                                              | 0-14 Anos                                    | 15-24 Anos                                   | 25-64 Anos                                   | > 65 Anos                                    |
| 2001                                         | 139                                          | 158                                          | 503                                          | 171                                          |                                              | 14,3%                                        | 16,3%                                        | 51,8%                                        | 17,6%                                        |
| 2011                                         | 133                                          | 83                                           | 519                                          | 216                                          |                                              | 14,0%                                        | 8,7%                                         | 54,6%                                        | 22,7%                                        |

## Património
- Igreja Paroquial de Deão.

## Agricultura
Numa aldeia com baixa população e costumes, apenas predomina a criação de gado e a agricultura. De destacar a plantação de alfaces e milho, por parte dos residentes para consumo próprio, e a criação de touros, vacas, cabritas, coelhos, galinhas e patos.